# Thành Matsuyama
Thành Matsuyama (松山城 (Tùng Sơn thành) Matsuyama-jō) là một tòa thành được xây dựng vào năm 1603 trên núi Katsu, có chiều cao 132 mét, ở thành phố Matsuyama thuộc tỉnh Ehime.

## Hình ảnh

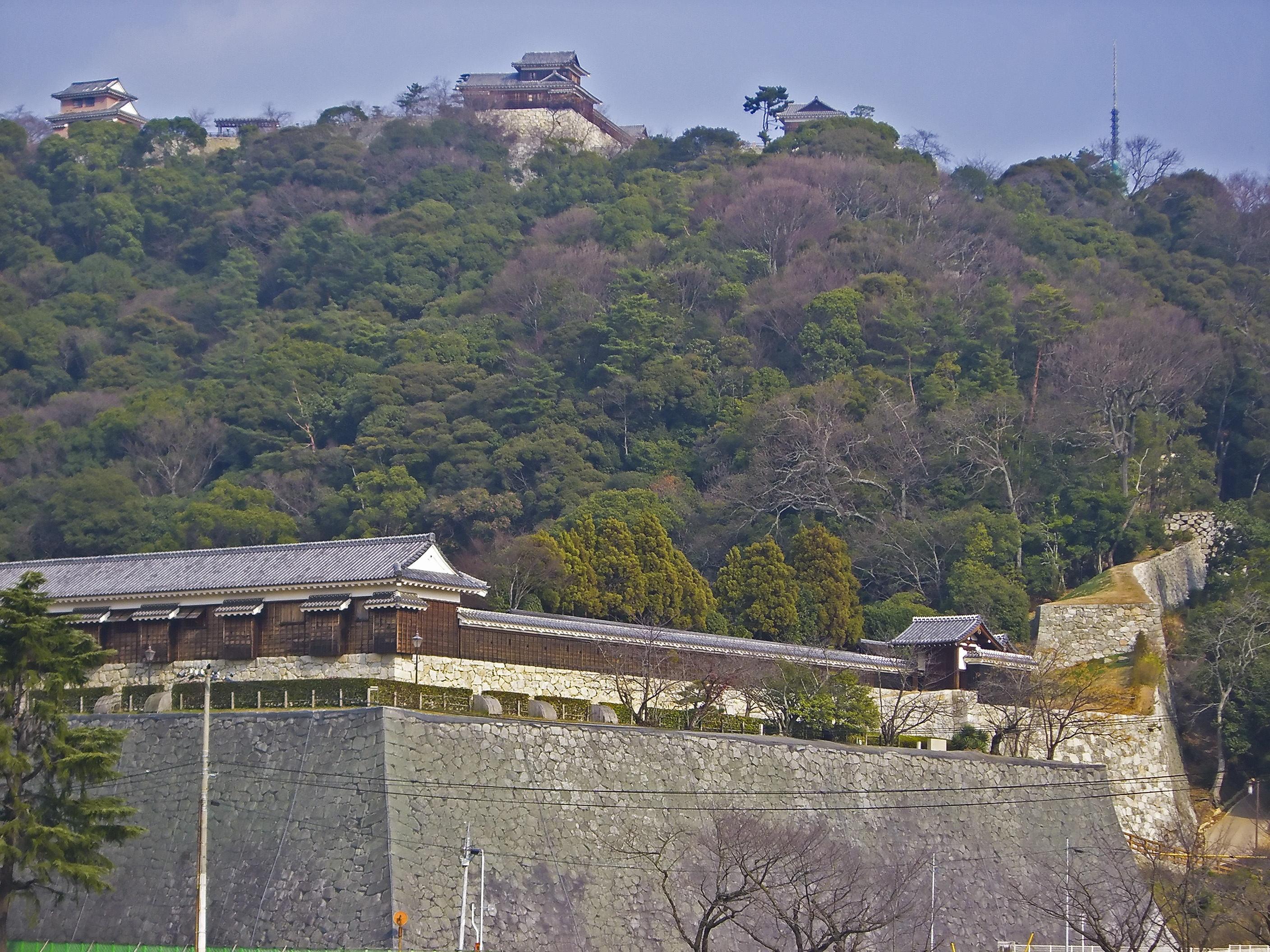
The Castle Mountain views
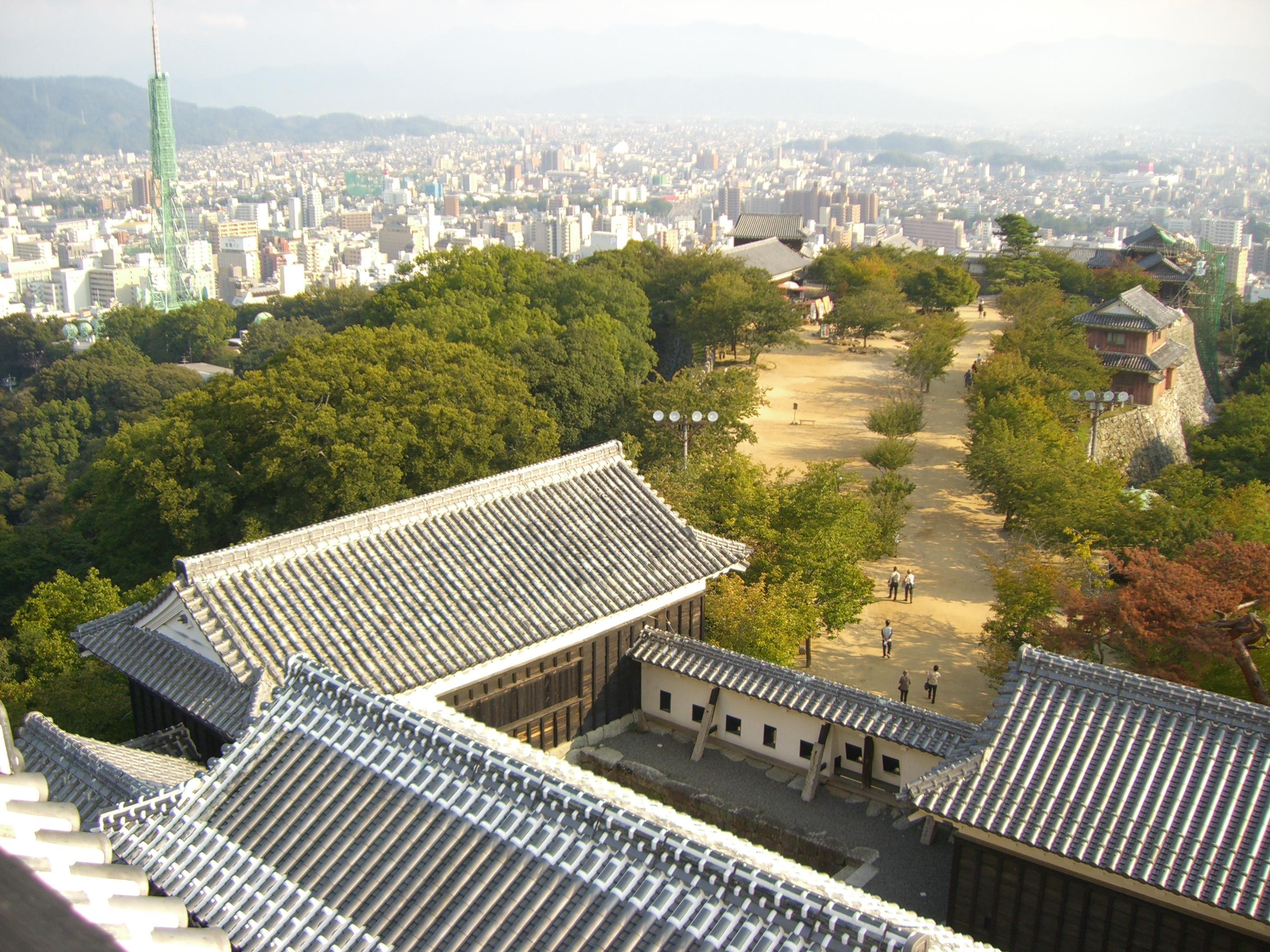
The view from Matsuyama Castle Tower
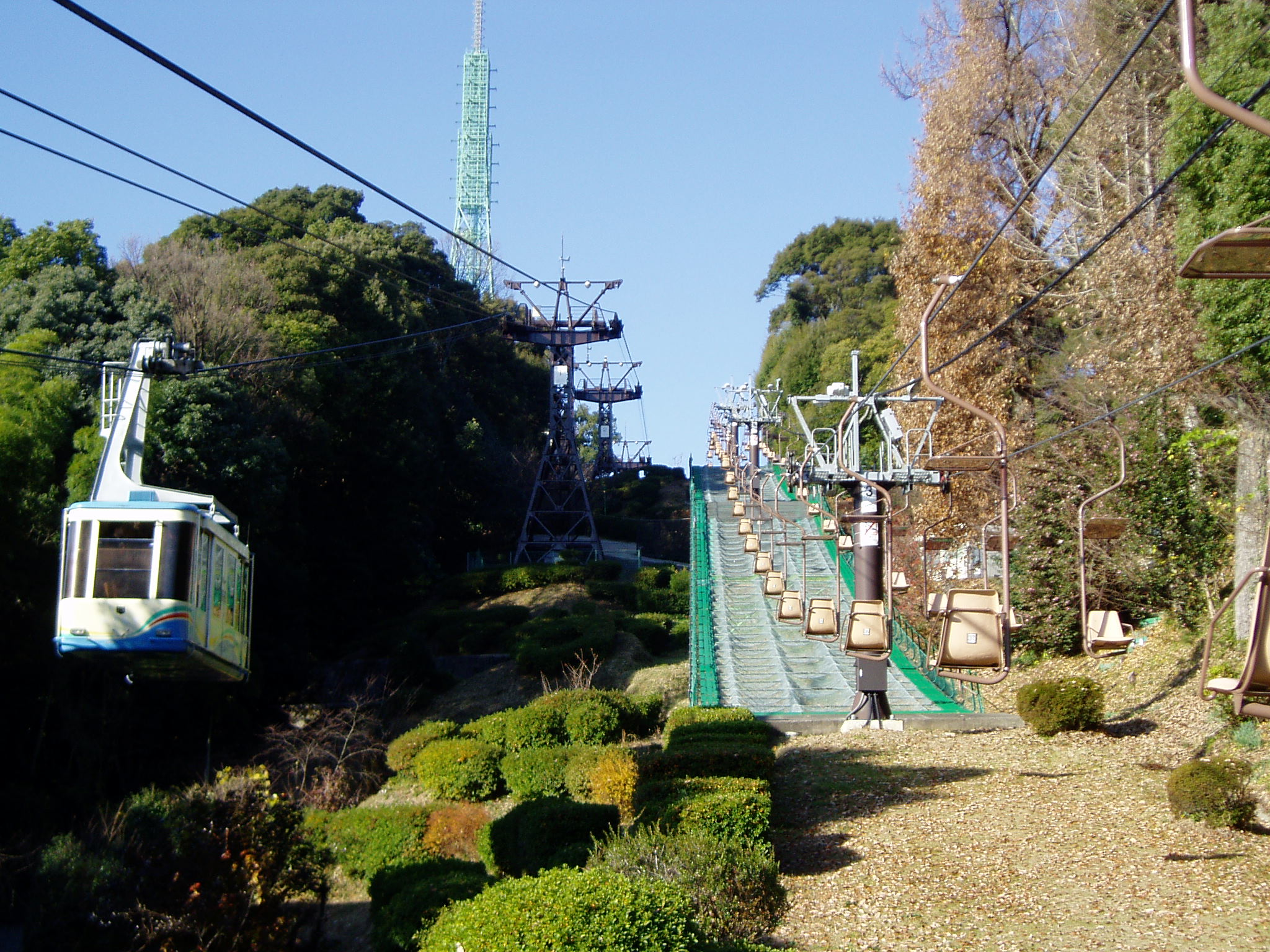
The Matsuyama castle Ropeway&Chairlift
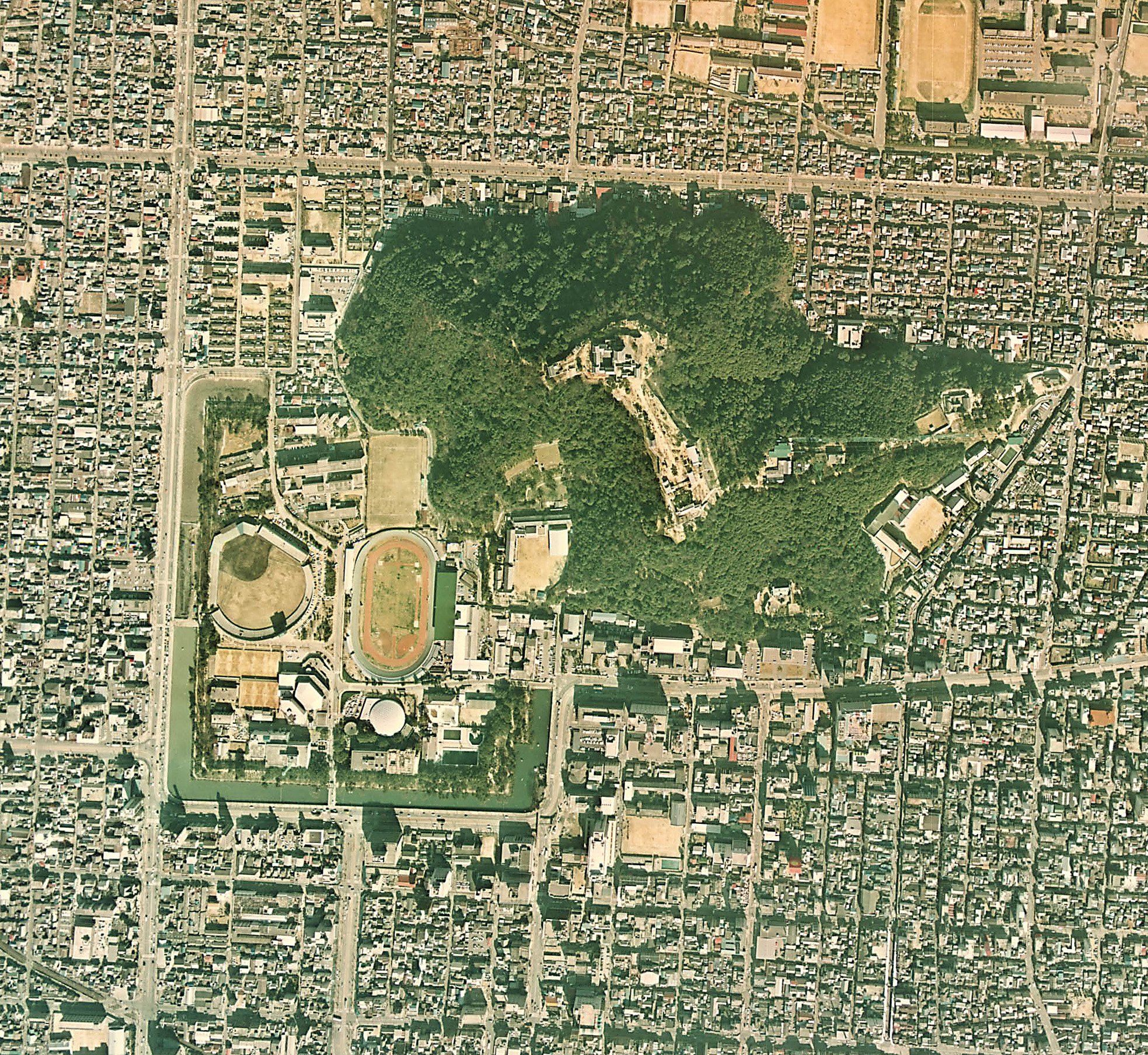
An aerial view of Matsuyama Castle (1974)

## Văn chương
- Schmorleitz, Morton S. (1974). Castles in Japan. Tokyo: Charles E. Tuttle Co. ISBN 0-8048-1102-4.
- Motoo, Hinago (1986). Japanese Castles. Tokyo: Kodansha. tr. 200 pages. ISBN 0-87011-766-1.
- Mitchelhill, Jennifer (2013). Castles of the Samurai:Power & Beauty. USA: Kodansha. ISBN 978-1568365121.